# Herpyllus perote
Herpyllus perote är en spindelart som beskrevs av Norman I. Platnick och Mohammad U. Shadab 1977. Herpyllus perote ingår i släktet Herpyllus och familjen plattbuksspindlar. Inga underarter finns listade i Catalogue of Life.